# ジョー・モートン
ジョー・モートン（Joseph Morton, Jr.,  1947年10月18日 - ）は、アメリカ合衆国ニューヨーク州ニューヨーク生まれの俳優。

## 来歴
ニューヨークのブルックリン生まれ。父親は軍人であったため、子供の頃は西ドイツや沖縄で育つ。ニューヨークのホフストラ大学で学んだ。
ミュージカル『ヘアー』でブロードウェイ・デビューを果たし、1974年には舞台『Raisin』でトニー賞にノミネートされた。1970年からテレビに出演しはじめ、1977年に映画デビュー。以来、多くの映画に出演している。日本では、『ターミネーター2』のマイルズ・ダイソン役が有名。

## 出演作品

### 映画
- 『ブラザー・フロム・アナザー・プラネット』 The Brother from Another Planet (1984)
- 『クロスロード』Crossroads (1986) - スクラッチの助手
- 『タップ』 Tap (1989) - ニッキー
- 『ターミネーター2』 Terminator 2: Judgment Day (1991) - マイルズ・ダイソン
- 『希望の街』 City of Hope (1991) - ウィン
- 『フォーエヴァー・ヤング 時を超えた告白』 Forever Young (1992) - キャメロン
- 『二十日鼠と人間』 Of Mice and Men (1992) - クルックス
- 『スピード』 Speed (1994) - ハーブ・“マック”・マクマホン警部補
- 『エグゼクティブ・デシジョン』 Executive Decision (1996) - キャピー
- 『スピード2』 Speed 2: Cruise Control (1997) - ハーブ・“マック”・マクマホン隊長
- 『ブルース・ブラザース2000』 Blues Brothers 2000 (1998) - キャブ・チェンバレン
- 『ゴールデンボーイ』 Apt Pupil (1998) - リッチラーFBI捜査官
- 『ノイズ』 The Astronaut's Wife (1999) - シャーマン
- 『ホワット・ライズ・ビニース』 What Lies Beneath (2000) - ドクター・ドレイトン
- 『偶然の恋人』 Bounce (2000) - ジム・ウィラー
- 『ALI アリ』 Ali (2001) - エスクリッジ
- 『コーリング』 Dragonfly (2002) - ヒュー・キャンベル
- 『ペイチェック 消された記憶』 Paycheck (2003) - エージェントドッジ
- 『ステルス』 Stealth (2005) - ディック・マーシュフィールド大佐
- 『アメリカン・ギャングスター』 American Gangster (2007)
- 『THE LINE 殺しの銃弾』 La Linea (2009) - ホッジス
- 『クリーブランド監禁事件 少女たちの悲鳴』 Cleveland Abduction (2015) - ソラノ捜査官
- 『バットマン vs スーパーマン ジャスティスの誕生』 Batman v Superman: Dawn of Justice (2016) - サイラス・ストーン
- 『オール・ザ・ウェイ JFKを継いだ男』 All the Way (2016)
- 『ジャスティス・リーグ』 Justice League (2017) - サイラス・ストーン
- 『ゴジラ キング・オブ・モンスターズ』 Godzilla: King of the Monsters (2019) - ヒューストン・ブルックス

### テレビシリーズ
- 『スパイ大作戦』 Mission: Impossible (1970)
- 『特捜刑事マイアミ・バイス』 Miami Vice (1985)
- 『ホミサイド/殺人捜査課』 Homicide: Life on the Street (1994)
- 『X-ファイル』 The X-Files (2000) - マーティン・ウェルズ
- 『LAW & ORDER:性犯罪特捜班』 Law & Order: Special Victims Unit (2003)
- 『ヤング・スーパーマン』 Smallville (2001-2002) - スティーブン・ハミルトン博士
- 『ザ・プラクティス ボストン弁護士ファイル』 The Practice (2002)
- 『Dr.HOUSE』 House - ゲイリー・H・ライト
- 『犯罪捜査官ネイビーファイル』 JAG (2005) - エルロイ・ジョンソン
- 『CSI:ニューヨーク』 CSI: NY (2005) - ドワイト・ヒルボーン
- 『ユーリカ 〜事件です!カーター保安官〜』 Eureka (2006-2012) - ヘンリー・ディーゴン
- 『NUMBERS 天才数学者の事件ファイル』 Numb3rs (2007) - ピーター・ラング
- 『ボストン・リーガル』 Boston Legal (2008)
- 『ウェアハウス13 〜秘密の倉庫 事件ファイル〜』 Warehouse 13 (2009) - ジョン・ヒル
- 『ブラザーズ&シスターズ』 Brother & Sisters (2009)
- 『グッド・ワイフ』 The Good Wife (2009-2011) - ダニエル・ゴールデン
- 『ホワイトカラー』 White Collar (2010) - カイル・バンクロフト
- 『昏睡病棟 -COMA-』 Coma (2012) - ネルソン
- 『スキャンダル 託された秘密』 Scandal (2013-) - ローワン・ポープ